# Державне свято (Ліхтенштейн)
Національне свято Ліхтенштейну (нім. Staatsfeiertag) — державне свято в Ліхтенштейні, що відзначається 15 серпня.

## Історія виникнення
Перед введенням офіційного свята проводилися церемонії в пам'ять про різні події в історії князівства, такі як придбання маєтку Шелленберг Ліхтенштейнами, придбання Ліхтенштейнами графства Вадуц, заснування графства Вадуц, отримання незалежності від Німецького союзу, піднесення князівства до рангу імперського князівства, набрання чинності Конституції або заснування ландтагу. Крім того, святкування, пов'язані з керівними князями, такі як день народження принца, річниця коронації принца, а пізніше також день іменин правителя, мали велике значення для формування ідентичності ліхтенштейнців. Урочистості, пов'язані з народженням монарха, проводилися ще в XVIII столітті.
Свято було встановлено в 1940 році 15 серпня (Успіння Пресвятої Богородиці), напередодні дня народження князя Франца Йосифа II. Успіння Пресвятої Богородиці та іменини князя тоді були одними з найважливіших днів у році. До смерті Франциска головним святом було святкуванням чергового дня народження монарха, але коли принц помер у 1989 році, ландтаг підтвердив 15 серпня як національне свято, метою якого є підвищення національної ідентичності ліхтенштейнців.

## Святкування[2]
Святкування Державного свята супроводжується різними звичаями та традиціями. Найважливіші з них:
- вивішування державних прапорів на державних і приватних будівлях;
- виконання державного гімну;
- феєрверк у замку Вадуц;
- вивішування державного девізу на замку;
- патріотичні виступи;
- запалені вогні, Höhenfeuer.